# Monique Salfati-Di Maso
Pour les articles homonymes, voir Salfati.
Monique Di Maso, née Salfati le 18 mai 1945, est une joueuse de tennis franco-italienne originaire de Cannes.

## Carrière
En junior, elle remporte en 1963 le simple filles des Internationaux de France ainsi que le Tournoi de Wimbledon. 
Elle remporte deux fois le Championnat de France en 1963 face à Jaqueline Rees-Lewis et en 1967 contre Rosie Darmon. En 1963, elle signé un double puisqu'elle s'impose aussi en double avec Françoise Dürr bien qu'elle ne soit alors classée qu'en deuxième série à -2/6. Elle est finaliste du tournoi de Mexico en 1965.
Elle fait partie de l'équipe de France de Coupe de la Fédération en 1967 et 1968 et de l'équipe d'Italie quart-de-finaliste en 1974 avec Lea Pericoli.

## Vie privée
Elle épouse le joueur de tennis italien Gaetano di Maso.